# Das Geheimnis von Lost Creek
Das Geheimnis von Lost Creek (Originaltitel The Secret of Lost Creek) ist eine US-amerikanische Fernsehserie, die 1989 beim Disney Channel im Mickey Mouse Club lief. Für das deutschsprachige Fernsehen wurde die Serie synchronisiert und 1991 im Rahmen der Kindersendung Disney Club auf dem Sender Das Erste ausgestrahlt. Bei Wiederholungen der Serie gab es auch eine auf fünf Folgen zusammengeschnittene Fassung.

## Handlung
Die Geschwister Jeannie und Robert aus Chicago sind mit dem Bus unterwegs nach Lost Creek, um dort die Sommerferien zu verbringen. Bei einem kurzen Zwischenstopp fotografiert Robert die nähere Umgebung und glaubt einen Schneemenschen gesehen zu haben. In der verschlafenen Kleinstadt Lost Creek angekommen, werden sie von ihren Großeltern empfangen. Jeannie bekommt von ihrem Großvater Henry zur Freizeitbeschäftigung eine Position als Reporterin seiner Lokalzeitung. Im Archiv stößt sie auf eine 30 Jahre alte Zeitungsausgabe mit einem Hinweis auf einen vergrabenen Schatz. Außerdem lernt sie den Mitarbeiter Travis kennen, der ihr von der Legende des Goldschatzes erzählt. Zusammen holen sie weitere Auskünfte ein und erfahren von den fünf Rätselreimen, die zum Schatz führen:
In einer feuchten und finsteren Nacht, hab' mein Gold ich zur Lost-Creek-Bank gebracht.

Unterm höchsten Baum findet das Gold, wer's östlich fünf Schritt aus der Erde holt.

Der uralte Sasquatch, der niemals schläft, passt auf, dass es niemals verloren geht.

Unter den sprechenden Wassern, wo die Wasserstürze zagen, beruhigt liegt der Lost Creek da und träumt von fernen Tagen.

Und wenn der Ox ist da in fernen Tagen, dann wird meinen Schatz er an seinen starken Flanken tragen.
Währenddessen trifft Robert bei einem Streifzug durch die nahe Wildnis auf den Jungen Russy. Neugierig erkunden sie eine alte stillgelegte Goldmine, in der sie sich fast verlaufen. Als Jeannie für die Zeitung einen Artikel über den Schatz verfasst und ihrem Großvater davon erzählt, hält dieser eine Veröffentlichung für unverantwortlich und lehnt den Artikel ab.
Durch ein Missgeschick wird der Artikel dennoch gedruckt, daraufhin bricht erneut das Goldfieber in der Stadt aus. Auch Jeannie und Travis nehmen die Fährte nach dem Schatz auf.
Bei einem Wander- und Campingausflug zum Stone-Face-Mountain kommt man des Rätsels Lösung wieder ein Stück näher. Nach einer ereignisreichen Nacht begibt sich die Gruppe in die Stadt zurück, wo Robert sein Schneemensch-Foto entwickeln lässt. In der darauffolgenden Nacht wird das Beweisfoto jedoch von einem Einbrecher aus dem Zeitungsarchiv entwendet. Jeannie möchte noch einmal den Stone-Face-Mountain erklimmen, da sie zwei Nächte zuvor ein Licht auf dem Berg gesehen hat. Travis begleitet sie dorthin, aber sie finden nur eine dunkle Höhle vor. Beim Abstieg untertags bemerkt Jeannie diesmal den Augusta-See, welcher eine eigenartige Form aufweist. Zurück in der Stadt findet gerade das traditionelle Goldrausch-Fest statt.
Nach weiteren Recherchen kann Jeannie schließlich den letzten Rätselreim lösen, der vom mäandrierenden Lost-Creek-River handelt, sowie dem Altwasser-See namens Augusta-See. Eilig begeben sich Jeannie und Travis gemeinsam mit Robert und Russy zum See. Travis fängt an zu graben, und sie können den Schatz tatsächlich heben. In einer Truhe finden sie einen 20 kg schweren Goldbrocken. Sie werden aber vom vermeintlichen Schneemenschen verjagt. Als sie an den Fundort zurückkehren, ist der Goldbrocken nicht mehr dort. Inzwischen ist die Dämmerung hereingebrochen, und Jeannie klettert mit Travis erneut auf den Berg, weil dort wieder das Licht zu sehen ist. Robert und Russy begeben sich ebenfalls auf Erkundungstour, werden aber aufgegriffen und gefesselt, als sie gerade Minenarbeiter bei verdächtigen Verladetätigkeiten beobachten. Jeannie und Travis gelangen zur Höhle und ertappen ihrerseits die Minenarbeiter beim illegalen Erzschürfen. Travis verkleidet sich mit dem herumliegenden Schneemensch-Kostüm, um Robert und Russy zu befreien. Seine Kostümtarnung fliegt aber auf und es kommt zu einer Rauferei. Dabei bricht ein Feuer aus, das auf gelagerte Sprengstoffkisten überzugreifen droht. Gerade noch rechtzeitig retten sich alle ins Freie, bevor der Stollen explodiert.

## Episodenliste
| Nr. | Deutscher Titel                   | Originaltitel | Erstausstrahlung USA | Deutschsprachige Erstausstrahlung (D) |
| --- | --------------------------------- | ------------- | -------------------- | ------------------------------------- |
| 1   | Das Land des Goldes               | (unbekannt)   | 13. Nov. 1989        | 5. Jan. 1991                          |
| 2   | Das Mädchen aus der Großstadt     | (unbekannt)   | 15. Nov. 1989        | 12. Jan. 1991                         |
| 3   | Das Rätsel                        | (unbekannt)   | 17. Nov. 1989        | 19. Jan. 1991                         |
| 4   | Goldfieber                        | (unbekannt)   | 20. Nov. 1989        | 26. Jan. 1991                         |
| 5   | Auf falscher Fährte               | (unbekannt)   | 22. Nov. 1989        | 2. Feb. 1991                          |
| 6   | Partnerwechsel                    | (unbekannt)   | 24. Nov. 1989        | 9. Feb. 1991                          |
| 7   | Der Berg “Stone Face”             | (unbekannt)   | 27. Nov. 1989        | 16. Feb. 1991                         |
| 8   | Der Schneemensch                  | (unbekannt)   | 29. Nov. 1989        | 23. Feb. 1991                         |
| 9   | Der Fremde mit dem schwarzen Bart | (unbekannt)   | 1. Dez. 1989         | 2. März 1991                          |
| 10  | Rückkehr zum “Stone Face”         | (unbekannt)   | 4. Dez. 1989         | 9. März 1991                          |
| 11  | Das “Goldrausch”–Fest             | (unbekannt)   | 6. Dez. 1989         | 16. März 1991                         |
| 12  | Hinter Gittern                    | (unbekannt)   | 8. Dez. 1989         | 23. März 1991                         |
| 13  | Die Lösung                        | (unbekannt)   | 11. Dez. 1989        | 31. März 1991                         |
| 14  | Der Schatz                        | (unbekannt)   | 13. Dez. 1989        | 6. Apr. 1991                          |
| 15  | Die Explosion                     | (unbekannt)   | 15. Dez. 1989        | 13. Apr. 1991                         |

## Trivia
- Gegen Ende der Folge 4 erblickt Jeannie ihren selbst geschriebenen Artikel „Der Goldschatz von Lost Creek“ in der frisch gedruckten Zeitungsausgabe und erwähnt dabei erstmals ihren eigenen vollen Namen.
- Nachdem alle Folgen der Serie Das Geheimnis von Lost Creek, mit Shannen Doherty in der Hauptrolle, im Disney Club gesendet worden waren, wurde als Nächstes die zwölfteilige Serie Teen Engel gezeigt, mit Jason Priestley in der Hauptrolle. Gefolgt von der 2. Staffel Teen Engels Rückkehr, in der neben Priestley auch Jennie Garth auftrat. Doherty und Priestley spielten später gemeinsam in der Serie Beverly Hills, 90210, für die sie als das Geschwisterpaar Brenda und Brandon Walsh gecastet worden waren; und Garth erhielt darin ebenso eine Hauptrolle als Kelly Taylor.
- Die Sängerin Gwen Obertuck veröffentlichte 1993 eine Liedinterpretation zur Serie auf einem Musikalbum.[2]